# Frecvență
Frecvența este numărul de apariții ale unui eveniment repetitiv pe unitatea de timp. Frecvența este un parametru important folosit în știință și inginerie pentru a specifica rata fenomenelor oscilatorii și vibratorii, cum ar fi vibrațiile mecanice, semnalele audio (sunetul), unde radio și lumina.
Intervalul de timp dintre evenimente se numește perioadă. Este inversul frecvenței. De exemplu, dacă o inimă bate cu o frecvență de 120 de ori pe minut (2 hertzi), perioada sa este de o jumătate de secundă.
Definiții speciale ale frecvenței sunt utilizate în anumite contexte, cum ar fi frecvența unghiulară în proprietățile rotaționale sau ciclice, când se măsoară rata progresului unghiular. Frecvența spațială este definită pentru proprietăți care variază sau apar repetitiv în geometrie sau spațiu.
Unitatea de măsură a frecvenței în Sistemul Internațional de Unități (SI) este hertz-ul, având simbolul Hz.

## Definiții și unități
Pentru fenomene ciclice, cum ar fi oscilațiile, undele sau exemplele de mișcare armonică simplă, termenul frecvență este definit ca numărul de cicluri sau repetări pe unitatea de timp. Simbolul convențional pentru frecvență este f, iar uneori se folosește și ν (litera grecească niu).
Perioada T este timpul necesar pentru a completa un ciclu al unei oscilații sau rotații. Frecvența și perioada sunt legate prin ecuația:
{\displaystyle f={\frac {1}{T}}}
Termenul frecvență temporală este folosit pentru a sublinia că frecvența este caracterizată de numărul de apariții ale unui eveniment repetitiv pe unitatea de timp.
Unitatea SI pentru frecvență este hertz (Hz), denumită astfel după fizicianul german Heinrich Hertz de către Comisia Electrotehnică Internațională în anul 1930. Aceasta a fost adoptată de CGPM (Conferința Generală pentru Greutăți și Măsuri) în 1960, înlocuind oficial denumirea anterioară ciclu pe secundă (cps).

Un pendul cu o perioadă de 2,8 secunde și o frecvență de 0,36 Hz

Unitatea SI pentru perioadă, ca și pentru toate măsurătorile de timp, este secunda.
O unitate tradițională de frecvență folosită pentru dispozitivele mecanice rotative, unde este numită frecvență rotațională, este rotații pe minut, prescurtat r/min sau rpm.
60 rpm este echivalent cu un hertz.

## Perioadă versus frecvență
Din motive de comoditate, undele mai lungi și mai lente, cum ar fi valurile de la suprafața oceanului, sunt descrise de obicei prin perioada undei, mai degrabă decât prin frecvență.
Undele scurte și rapide, precum cele audio sau radio, sunt de regulă descrise prin frecvența lor.
Mai jos sunt prezentate câteva conversii frecvent utilizate între frecvență și perioadă:
| Frecvență       | Perioadă       |
| --------------- | -------------- |
| 1 mHz (10−3 Hz) | 1 ks (103 s)   |
| 1 Hz (100 Hz)   | 1 s (100 s)    |
| 1 kHz (103 Hz)  | 1 ms (10−3 s)  |
| 1 MHz (106 Hz)  | 1 μs (10−6 s)  |
| 1 GHz (109 Hz)  | 1 ns (10−9 s)  |
| 1 THz (1012 Hz) | 1 ps (10−12 s) |

## Mărimi înrudite

Diagramă a relației dintre diferitele tipuri de frecvență și alte proprietăți ale undelor. În această diagramă, x reprezintă intrarea funcției indicată de săgeată.

- Frecvența de rotație, notată de obicei cu litera grecească ν (niu), este definită ca rata instantanee de schimbare a numărului de rotații N în raport cu timpul:Diagramă a relației dintre diferitele tipuri de frecvență și alte proprietăți ale undelor. În această diagramă, x reprezintă intrarea funcției indicată de săgeată. ν = dN/dt;   aceasta este un tip de frecvență aplicată mișcării de rotație.
- Frecvența unghiulară, notată de obicei cu litera grecească ω (omega), este definită ca rata de schimbare a deplasării unghiulare (în timpul rotației), θ (theta), sau ca rata de schimbare a fazei unei unde sinusoidale (în special în oscilații și unde), sau ca rata de schimbare a argumentului funcției sinus:{\displaystyle y(t)=\sin \theta (t)=\sin(\omega t)=\sin(2\mathrm {\pi } ft)}{\displaystyle {\frac {\mathrm {d} \theta }{\mathrm {d} t}}=\omega =2\mathrm {\pi } f.}Unitatea frecvenței unghiulare este radian pe secundă (rad/s), dar pentru semnale discrete în timp, poate fi exprimată și ca radiani pe interval de eșantionare, ceea ce este o mărime adimensională.  Frecvența unghiulară este frecvența înmulțită cu 2π.
- Frecvența spațială, notată aici cu litera grecească ξ (xi), este analogă frecvenței temporale, dar cu o măsură spațială în locul unei măsuri de timp.[8]{\displaystyle y(t)=\sin \theta (t,x)=\sin(\omega t+kx)} {\displaystyle {\frac {\mathrm {d} \theta }{\mathrm {d} x}}=k=2\pi \xi .}De exemplu: perioada spațială sau lungimea de undă este echivalentul spațial al perioadei temporale.

## În propagarea undelor
Pentru undele periodice în medii nedispersive (adică medii în care viteza undei este independentă de frecvență), frecvența are o relație inversă cu lungimea de undă, λ (lambda). Chiar și în medii dispersive, frecvența f a unei unde sinusoidale este egală cu viteza de fază v a undei împărțită la lungimea de undă λ:{\displaystyle f={\frac {v}{\lambda }}.}În cazul special al undelor electromagnetice în vid, v = c (viteza luminii în vid), deci:{\displaystyle f={\frac {c}{\lambda }}.}Când unde monocromatice traversă un prag între medii, frecvența rămâne aceeași — doar lungimea de undă și viteza se schimbă.

## Măsurare
Măsurarea frecvenței se poate face în următoarele moduri:

### Numărare
Calcularea frecvenței unui eveniment repetitiv se realizează prin numărarea de câte ori apare acel eveniment într-o perioadă specifică de timp, apoi împărțind numărul la durata acelei perioade. De exemplu, dacă 71 de evenimente au loc în 15 secunde, frecvența este:{\displaystyle f={\frac {71}{15\,{\text{s}}}}\approx 4.73\,{\text{Hz}}.}Dacă numărul de numărători nu este foarte mare, este mai precis să se măsoare intervalul de timp pentru un număr predeterminat de apariții, decât să se măsoare numărul de apariții într-un interval de timp fix. A doua metodă introduce o eroare aleatorie în numărătoare cuprinsă între zero și o numărătoare, deci în medie jumătate de numărătoare. Aceasta se numește eroare de poartă (gating error) și cauzează o eroare medie în frecvența calculată de
{\textstyle \Delta f={\frac {1}{2T_{\text{m}}}}}
sau o eroare fracțională de
{\textstyle {\frac {\Delta f}{f}}={\frac {1}{2fT_{\text{m}}}}}
unde Tm este intervalul de măsurare și f este frecvența măsurată. Această eroare scade odată cu creșterea frecvenței, deci reprezintă o problemă în general la frecvențe joase, unde numărul de numărători N este mic.

### Stroboscop
O metodă veche de măsurare a frecvenței obiectelor rotative sau vibratoare este folosirea unui stroboscop. Acesta este un dispozitiv de lumină intensă, care clipește repetitiv (lumină stroboscopică) și a cărui frecvență poate fi ajustată cu un circuit de temporizare calibrat. Lumina stroboscopică este îndreptată spre 
obiectul rotativ, iar frecvența este ajustată în sus și în jos. Când frecvența stroboscopului este egală cu frecvența obiectului rotativ sau vibrativ, obiectul efectuează un ciclu complet de oscilație și revine în poziția inițială între scânteierile luminii, astfel încât obiectul pare staționar când este iluminat de stroboscop. Frecvența poate fi apoi citită de pe indicatorul calibrat al stroboscopului. Un dezavantaj al acestei metode este că un obiect care se rotește la un multiplu întreg al frecvenței stroboscopului va părea, de asemenea, staționar.

### Contor de frecvență

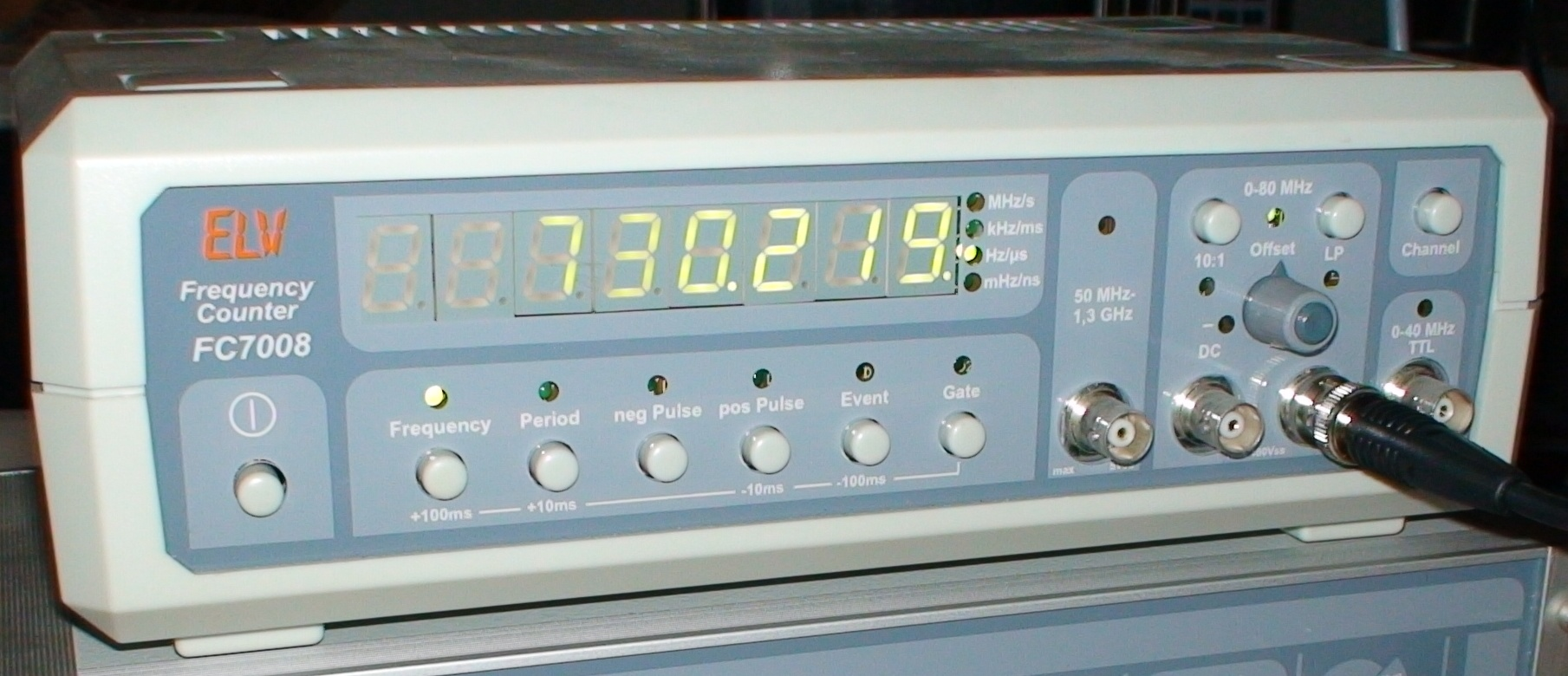
Contor de frecvență modern

Frecvențele mai mari sunt de obicei măsurate cu un contor de frecvență. Acesta este un instrument electronic care măsoară frecvența unui semnal electronic repetitiv aplicat și afișează rezultatul în hertzi pe un ecran digital. Folosește logică digitală pentru a număra ciclurile în timpul unui interval stabilit de o bază de timp cu cuarț de precizie. Procesele ciclice care nu sunt electrice, cum ar fi viteza de rotație a unui ax, vibrațiile mecanice sau undele sonore, pot fi convertite în semnale electronice repetitive cu ajutorul traductorilor, iar semnalul astfel obținut poate fi aplicat unui contor de frecvență. Din 2018, contoarele de frecvență pot măsura frecvențe până la aproximativ 100 GHz. Aceasta reprezintă limita metodelor de numărare directe; frecvențele mai mari trebuie măsurate prin metode indirecte.

### Metode heterodinice
Peste limita contoarelor de frecvență, frecvențele semnalelor electromagnetice sunt deseori măsurate indirect prin utilizarea heterodinării (conversie de frecvență). Un semnal de referință cu o frecvență cunoscută, apropiată de frecvența necunoscută, este amestecat cu semnalul necunoscut într-un dispozitiv de amestecare neliniară, cum ar fi o diodă. Acest proces creează un semnal heterodinic sau „bătăi” la diferența dintre cele două frecvențe. Dacă cele două semnale sunt apropiate ca frecvență, semnalul heterodinic este suficient de mic pentru a fi măsurat cu un contor de frecvență. Acest proces măsoară doar diferența dintre frecvența necunoscută și frecvența de referință. Pentru conversia frecvențelor mai înalte, se pot folosi mai multe etape de heterodinare. Cercetările actuale extind această metodă pentru frecvențele infraroșii și luminoase (detecție heterodinică optică).

## Exemple

### Lumină

Spectrul complet al radiației electromagnetice, cu porțiunea vizibilă evidențiată

Lumina vizibilă este o undă electromagnetică, constând din câmpuri electrice și magnetice oscilante care se propagă prin spațiu. Frecvența undei determină culoarea acesteia: 400 THz (4×10¹⁴ Hz) este lumina roșie, 800 THz (8×10¹⁴ Hz) este lumina violet, iar între acestea (în intervalul 400–800 THz) se află toate celelalte culori ale spectrului vizibil. O undă electromagnetică cu o frecvență mai mică de 4×10¹⁴ Hz este invizibilă ochiului uman; astfel de unde se numesc radiații infraroșii (IR). La frecvențe și mai joase, unda este denumită microundă, iar la frecvențe și mai joase, unda radio. Similar, o undă electromagnetică cu frecvență mai mare de 8×10¹⁴ Hz este de asemenea invizibilă ochiului uman; astfel de unde se numesc radiații ultraviolete (UV). Undele cu frecvențe și mai mari sunt numite raze X, iar și mai mari sunt razele gamma.
Toate aceste unde, de la cele cu frecvență radiojoasă până la cele cu frecvență gamma foarte înaltă, sunt fundamental aceleași și se numesc radiații electromagnetice. Ele călătoresc toate prin vid cu aceeași viteză (viteza luminii), ceea ce face ca lungimile lor de undă să fie invers proporționale cu frecvențele, conform formulei:
c=fλ,
unde c este viteza luminii (în vid sau mai mică în alte medii), f este frecvența, iar λ este lungimea de undă.
În medii dispersive, precum sticla, viteza depinde oarecum de frecvență, astfel că lungimea de undă nu este chiar invers proporțională cu frecvența.

### Sunet

Spectrul undelor sonore, cu un ghid aproximativ al unor aplicații

Sunetul se propagă ca unde mecanice de vibrație a presiunii și deplasării, în aer sau alte substanțe. În general, componentele de frecvență ale unui sunet determină „culoarea” sau timbrul său. Când vorbim despre frecvența (la singular) a unui sunet, ne referim la proprietatea care determină cel mai mult înălțimea sa (pitch).
Gama de frecvențe pe care o poate auzi urechea umană este limitată la un interval specific. Intervalul auditiv pentru oameni este în general între aproximativ 20 Hz și 20.000 Hz (20 kHz), deși limita superioară a frecvenței scade odată cu înaintarea în vârstă. Alte specii au intervale auditive diferite; de exemplu, unele rase de câini pot percepe vibrații până la 60.000 Hz.
În multe medii, precum aerul, viteza sunetului este aproximativ independentă de frecvență, astfel că lungimea de undă a sunetului (distanța dintre repetiții) este aproximativ invers proporțională cu frecvența.

### Curent electric
În Europa, Africa, Australia, sudul Americii de Sud, majoritatea Asiei și Rusia, frecvența curentului alternativ din prizele casnice este de 50 Hz (aproape nota sol), pe când în America de Nord și nordul Americii de Sud frecvența este de 60 Hz (între notele si bemol și si; adică o terță mică peste frecvența europeană). Frecvența „zumzetului” dintr-o înregistrare audio poate indica regiunea generală în care a fost făcută înregistrarea.

## Frecvență aperiodică
Frecvența aperiodică este rata de apariție a fenomenelor non-ciclice, inclusiv a proceselor aleatorii precum dezintegrarea radioactivă. Aceasta se exprimă în unitatea secundă inversă (s⁻¹) sau, în cazul radioactivității, în becquerel.
Se definește ca o rată, f=ΔtN, implicând numărul de entități numărate sau evenimente întâmplate (N) în decursul unui interval de timp (Δt); este o mărime fizică de tip rată temporală.